# 抚仙湖

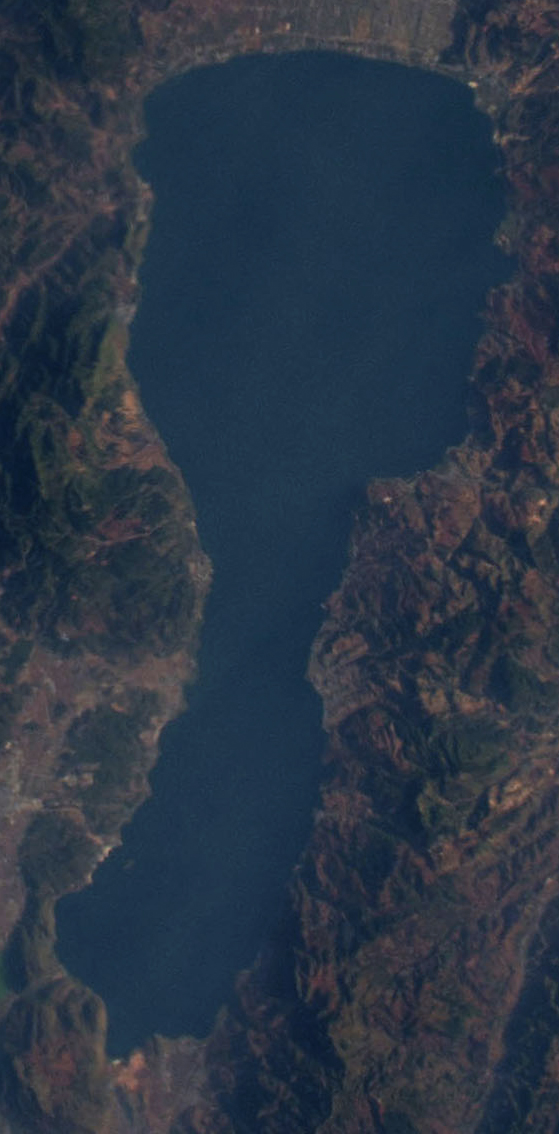
抚仙湖卫星照片（2015年）

抚仙湖，是云南容量最大的湖泊，总蓄水量206亿立方米，占中华人民共和国湖泊淡水资源总量的9.16%。位于中国云南省玉溪市下属的江川区、华宁县和澄江市之间，因湖域大部分在澄江市境内而又名澄江海，唐代《蛮书》称大池，后称青鱼戏月湖，大理国稱罗伽湖，为罗伽部地；明代为抚仙湖。抚仙湖贮水量丰富，达189亿立方米，占云南全省天然湖总容量290亿立方米的63.3%，为云南省最大容积的湖泊。湖泊面积211平方公里，湖面海拔1721米，最深达155米，是中国第三深水湖泊，仅次于长白山天池（373米）和喀纳斯湖（188.5米）。水质达到饮用标准。

## 地理
抚仙湖属于珠江水系，地处金沙江与珠江两大流域的分水地带，湖水由湖东部澂江县海口镇的海口河溢出流入南盘江，属珠江流域南盘江水系，是一个以断层溶蚀为主的湖泊。
抚仙湖形成迄今已有约340万年的历史，当时，抚仙、星云、杞麓3湖相通，称“古抚仙大湖”。后随着湖周边山体持续抬升和湖盆深陷，致使湖泊不断加深，成为现在的深水湖泊。古时抚仙湖水位比现在的正常水位1721米高出很多，随着历代对湖泊吐口河道的不断疏浚和开凿，到明、清时期，湖水位降至约1725米。抚仙湖的出水河道海口河（旧称清水河）历史上常被阻塞，沿湖田地一遇水涨即大片被淹。1966年海口河大修后，平均水位1721米。

## 形态特征
抚仙湖是一个南北向的断层溶蚀湖泊，其形如葫芦状，北部宽而深，南部窄而浅，中呈喉扼形。湖泊为澂江、江川、华宁3县所共有，其中澂江辖水面占湖总面积60%；江川占32.5%；华宁占总水面积的7.5%。抚仙湖的东、南、西三面山岭迫近湖岸，仅北部平坦开阔，整个地势北、西、南三面高，东面低。湖泊于西南面经玉带河与星云湖相通。抚仙湖南部江川水域中有一个小岛名叫孤山，为湖中唯一岛屿。
抚仙湖水源主要由降雨和地下水补给，地表没有较大河流注入，主要入湖河流有梁王河、东大河、西大河和尖山河等。在2008年之前星云湖可以通过玉带河（也称隔河）注入抚仙湖。由于星云湖污染较重，抚仙湖受到影响，部分水质降为二类。2008年星云湖——抚仙湖出流改道工程竣工，通过提升抚仙湖水位，截断了星云湖排向抚仙湖的劣质水，同时每年有2700多万立方米的抚仙湖优质水倒流进入星云湖，对星云湖内的劣质水进行置换。抚仙湖属深水湖泊，水体庞大，水质清澈，透明度一般4～5米，有的达7～8米。湖泊沿岸沙滩广布，湖区没有大型工矿企业和化工单位。但农田施用的化肥农药和少量生产生活污水的污染，局部也有一定影响。如今抚仙湖仍属云南省高原湖泊中水质最好的一级清洁水体。由于抚仙湖水质优良，适合潜水等活动，云南省公安厅特种警察支队反恐潜水训练基地和中国船舶重工集团公司七五O试验场试验区即设于抚仙湖西岸澂江县尖山村。
抚仙湖沿湖地层以二叠纪灰岩为主，其次为砂页岩和玄武岩。湖区泉水和溶洞分布广泛，这些泉水和溶洞多为抚仙湖地下水的补给水源。
湖区属于中亚热带高原半湿润季风气候，年均气温15.5℃，年降水量879.1毫米。湖水多年平均水温17.3℃。

## 生物

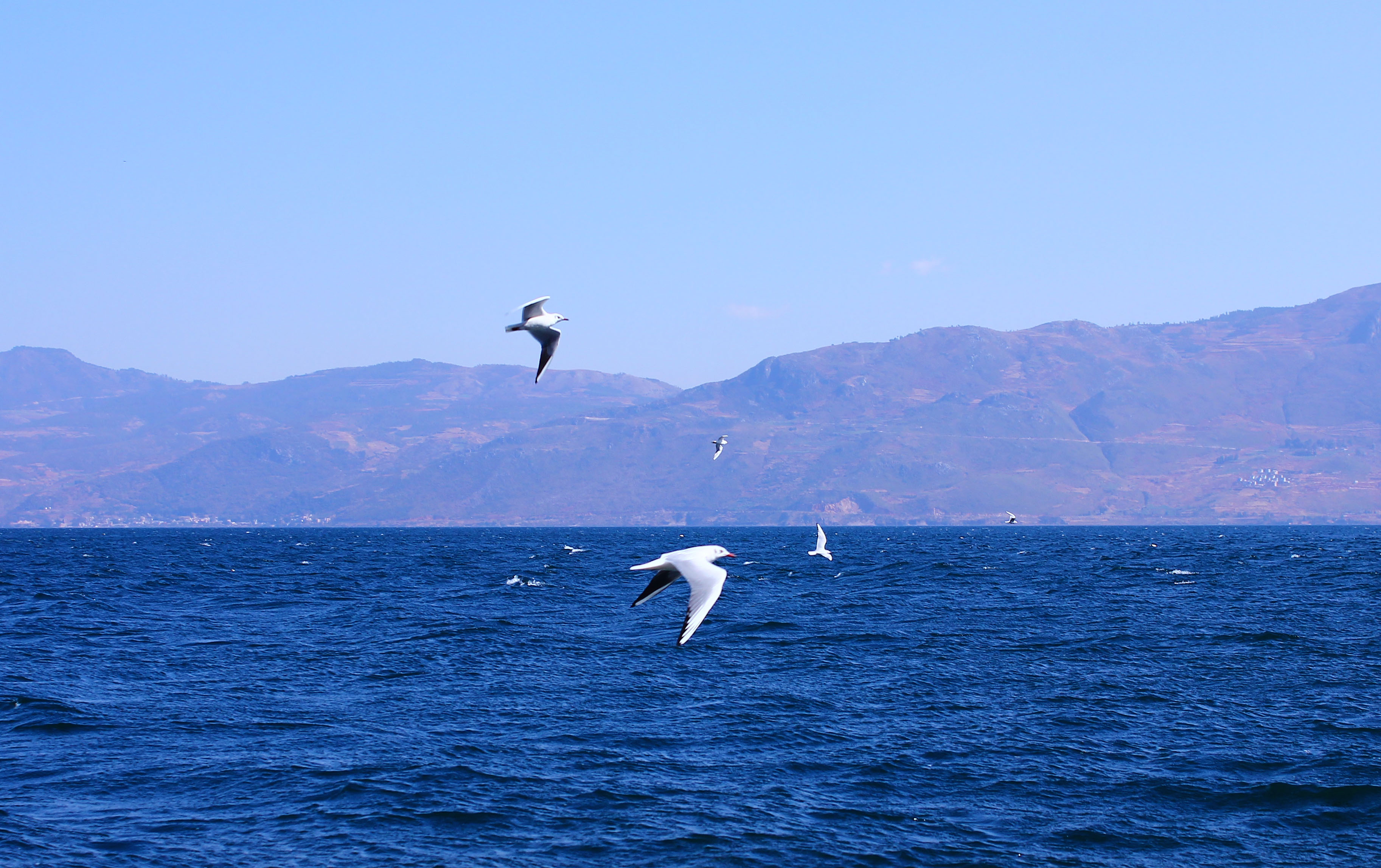
抚仙湖的红嘴鸥。

抚仙湖拥有浮游藻类6门36属45种；浮游动物26属30种；底栖动物21属24种；水生植物12科15属19种；鱼类有5科19属36种，其中特有种抗浪鱼为抚仙湖知名特产。冬季有红嘴鸥等候鸟在抚仙湖过冬。
湖区植被属于南亚热带常绿针阔叶混交林，主要树种是云南松和栎。
然而，抚仙湖的相对隔离使得它容易受到生物入侵和污染。
| 物种       | IUCN 评估 | 注解                          |
| ---------- | --------- | ----------------------------- |
| 抗浪鱼     | 极度濒危  | 可能灭绝 (自从1980年未见)     |
| 抚仙小鲤   | 极度濒危  | 可能灭绝 (自从1995年调查未见) |
| 鱗胸裂腹魚 | 濒危      |                               |
| 抚仙金线魮 | 濒危      | 大幅减少                      |
| 云南瓣结鱼 | 濒危      | 可能灭绝 (自从1990年未见)     |
| 湖四须鲃   | 未评估    | 接近灭绝                      |

## 生态保护
抚仙湖流域内污染的主要来源是农业、农村污染，城镇生活污染源及旅游餐饮污染等。20世纪90年代开始，与抚仙湖相连的星云湖遭到了严重污染，导致抚仙湖水质开始出现明显下降。2002年水质为劣Ⅴ类的星云湖大量向抚仙湖排水，将湖内的蓝藻也输送到了抚仙湖，导致抚仙湖水质由Ⅰ类下降为Ⅱ类，3平方公里的面积蓝藻暴发。抚仙湖蓝藻暴发后，玉溪市采取了应急措施，在抚仙湖与星云湖相连的玉带河水面上养殖了300亩水生植物，建起曝气设施，使每天从星云湖流出的10万立方米劣Ⅴ类水经过应急处理，进入抚仙湖时已达到Ⅲ类。另外还实施了星云湖—抚仙湖出流改道工程，不让星云湖的水进入抚仙湖；同时，通过抬高抚仙湖水位，让优质湖水倒灌星云湖，既保护了抚仙湖，又可在一定程度上改善星云湖水质。在采取这一系列措施后，抚仙湖的总体水质在2004年恢复到Ⅰ类，水体能见度从2002年的4.41米恢复到了5.6米。2011年，抚仙湖被列入中国第一批生态环境保护试点湖泊。
截至2012年初，抚仙湖总体水质仍保持I类水质。然而由于连续多年干旱及周边农业用水增加，使抚仙湖水位不断下降，对水生态环境存在严重隐患。

## 开发
中国船舶重工集团公司于1978年在抚仙湖设立750试验场，进行水中特种装备的动力学等综合性试验。

### 旅游景点

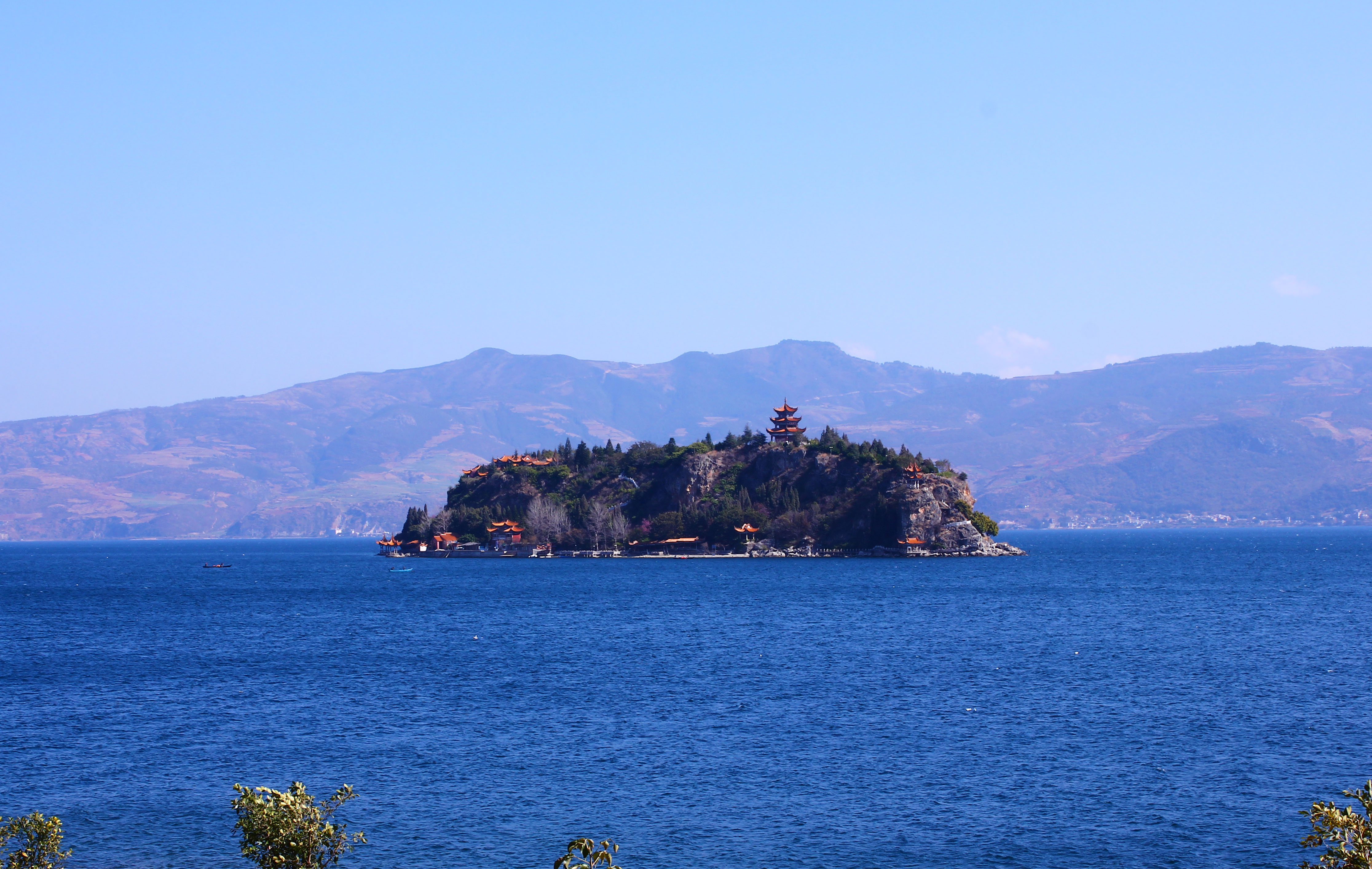
孤山

抚仙湖水质优良，沿岸景色优美，1988年抚仙湖被列为云南省第一批省级风景名胜区。现沿岸主要景点包括：
- 澄江动物群国家地质公园：位于抚仙湖北岸，澂江县东部，是世界自然遗产澄江化石地主要组成部分
- 禄充风景区：位于抚仙湖西岸，澂江县西南部，是国家4A级风景区
- 武当别院：又名“碧云寺”，位于抚仙湖西岸，江川县明星村碧云山上，建于清代乾隆年间，另明星村暑蛇山下有103个鱼洞顺湖岸排列，“明星鱼洞”是江川的重点旅游风景区
- 孤山：位于抚仙湖南部江川水域中，是湖中唯一岛屿，曾经为土匪占据的据点，后为医学实验猴养殖设施，现为旅游景点
- 界鱼石，位于玉带河中部，相传星云湖的大头鲤和抚仙湖的抗浪鱼，以石为界，不相往来
- 抚仙湖观测站：中国科学院云南天文台在抚仙湖东北侧湖岸悬崖上建立的太阳观测站

## 水下古城
1992年，潜水员耿卫首次在抚仙湖水下发现疑似人工建筑群的遗迹，经国内外媒体报道后广为人知。2001年6月3日在抚仙湖进行了中国历史上第一次水下考古，中央电视台和云南电视台联合举行了全国电视直播。然而至今学术界对“水下古城”仍无定论。